# St. Restrup Højskole
St. Restrup Højskole var en folkehøjskole på herregården Store Restrup, som eksisterede fra 1970 til 1990.
Højskolen var oprindeligt en husmandshøjskole (St. Restrup Husmandsskole), men blev i 1970'erne overtaget af folk med rødder i den revolutionære venstrefløj. Der blev praktiseret marxistisk teori, havebrug og trykning af pjecer. De ideologiske skift skete, da Hanne og Kurt Hansen i 1971 blev ansat som forstanderpar, hvor de efterfulgte Christian Elbæk og hustru (forstandere siden 1966, forældre til Uffe Elbæk).
På en fem timer lang generalforsamling på St. Restrup Højskole blev der i 1981 gennemført en vedtægtsændring, hvorefter skolen fremover skulle drives på socialistisk idegrundlag.
Højskolens pædagogik bestod af tre dele:
- Grundviden: Den borgerlige og marxistiske samfundsopfattelse. Den historiske baggrund for vort nuværende samfundssystem.
- Projektarbejde: Læsning og indsamling af oplysninger, ofte uden for skolen Bearbejdning af stoffet, der efterfølgende udtrykkes i pjecer, plakater, teaterstykker, lyd/dias-serier osv.
- Praktisk arbejde på eget gartneri og landbrug.

St. Restrup Højskole var desuden hjemsted for forlag, bogcafe og oplysningsforbund.
Blandt lærerkræfterne var Kirsten Justesen, Laus Bengtsson, Carsten Grolin og Ulrik Sparre.